# Petar Radovan
Petar Radovan kroatisk amatörastronom.
Minor Planet Center listar honom som Petar Radovan och som upptäckare av 1 asteroid.
Tillsammans med Korado Korlević upptäckte han asteroiden 9244 Višnjan.